# Dubai Tennis Championships 2004 - Qualificazioni singolare maschile
Le qualificazioni del singolare maschile del Dubai Tennis Championships 2004 sono state un torneo di tennis preliminare per accedere alla fase finale della manifestazione. I vincitori dell'ultimo turno sono entrati di diritto nel tabellone principale. In caso di ritiro di uno o più giocatori aventi diritto a questi sono subentrati i lucky loser, ossia i giocatori che hanno perso nell'ultimo turno ma che avevano una classifica più alta rispetto agli altri partecipanti che avevano comunque perso nel turno finale.
Le qualificazioni del torneo Dubai Tennis Championships 2004 prevedevano 16 partecipanti di cui 4 sono entrati nel tabellone principale.

## Teste di serie
1. Dennis van Scheppingen (Qualificato)
2. Assente
3. Ivo Heuberger (ultimo turno)
4. Tomáš Zíb (Qualificato)

1. Kristof Vliegen (ultimo turno)
2. Roko Karanušić (ultimo turno)
3. Philipp Kohlschreiber (Qualificato)
4. Massimo Dell'Acqua (Qualificato)

## Qualificati
1. Dennis van Scheppingen
2. Massimo Dell'Acqua

1. Philipp Kohlschreiber
2. Tomáš Zíb

## Tabellone

### Legenda
| - Q = Qualificato - WC = Wild card - LL = Lucky loser | - ALT = Alternate - SE = Special Exempt - PR = Protected Ranking | - w/o = Walkover - r = Ritirato - d = Squalificato |

### Sezione 1
|  | Primo turno | Primo turno            | Primo turno | Primo turno | Primo turno |  |  | Ultimo turno | Ultimo turno           | Ultimo turno           | Ultimo turno | Ultimo turno |  |
|  |             |                        |             |             |             |  |  |              |                        |                        |              |              |  |
|  | 1           | Dennis van Scheppingen | 6           | 62          | 6           |  |  |              |                        |                        |              |              |  |
|  |             | Jean-Claude Scherrer   | 0           | 7           | 4           |  |  | 1            | Dennis van Scheppingen | Dennis van Scheppingen | 6            | 6            |  |
|  | 5           | Kristof Vliegen        | 6           | 64          | 7           |  |  | 5            | Kristof Vliegen        | Kristof Vliegen        | 3            | 2            |  |
|  |             | Markus Hantschk        | 4           | 7           | 6           |  |  |              |                        |                        |              |              |  |

### Sezione 2
|  | Primo turno    | Primo turno        | Primo turno        | Primo turno | Primo turno |  |  | Ultimo turno | Ultimo turno       | Ultimo turno | Ultimo turno | Ultimo turno |  |
|  |                |                    |                    |             |             |  |  |              |                    |              |              |              |  |
|  | Andreas Seppi  | Andreas Seppi      | 6                  | 3           | 6           |  |  |              |                    |              |              |              |  |
|  | Miles Maclagan | Miles Maclagan     | 3                  | 6           | 3           |  |  |              | Andreas Seppi      | 6            | 3            | 4            |  |
|  | 8              | Massimo Dell'Acqua | Massimo Dell'Acqua | 6           | 6           |  |  | 8            | Massimo Dell'Acqua | 3            | 6            | 6            |  |
|  |                | Andrej Stoljarov   | Andrej Stoljarov   | 2           | 1           |  |  |              |                    |              |              |              |  |

### Sezione 3
|  | Primo turno | Primo turno           | Primo turno           | Primo turno | Primo turno |  |  | Ultimo turno | Ultimo turno          | Ultimo turno          | Ultimo turno | Ultimo turno |  |
|  |             |                       |                       |             |             |  |  |              |                       |                       |              |              |  |
|  | 3           | Ivo Heuberger         | Ivo Heuberger         | 6           | 6           |  |  |              |                       |                       |              |              |  |
|  |             | Adam Chadaj           | Adam Chadaj           | 3           | 3           |  |  | 3            | Ivo Heuberger         | Ivo Heuberger         | 1            | 5            |  |
|  | 7           | Philipp Kohlschreiber | Philipp Kohlschreiber | 7           | 6           |  |  | 7            | Philipp Kohlschreiber | Philipp Kohlschreiber | 6            | 7            |  |
|  |             | Wayne Black           | Wayne Black           | 6(1)        | 0           |  |  |              |                       |                       |              |              |  |

### Sezione 4
|  | Primo turno | Primo turno      | Primo turno      | Primo turno    | Primo turno |  |  | Ultimo turno | Ultimo turno   | Ultimo turno   | Ultimo turno | Ultimo turno |  |
|  |             |                  |                  |                |             |  |  |              |                |                |              |              |  |
|  | 4           | Tomáš Zíb        | Tomáš Zíb        | 6              | 6           |  |  |              |                |                |              |              |  |
|  |             | Michael Kohlmann | Michael Kohlmann | 2              | 4           |  |  | 4            | Tomáš Zíb      | Tomáš Zíb      | 6            | 6            |  |
|  | 6           | Roko Karanušić   | Roko Karanušić   | Roko Karanušić | W-O         |  |  | 6            | Roko Karanušić | Roko Karanušić | 4            | 4            |  |
|  |             | Mohammad Ghareeb |                  |                |             |  |  |              |                |                |              |              |  |